# Procyonidae
I Procionidi (Procyonidae Gray, 1825) sono una famiglia dell'ordine dei Carnivori. Comprendono 5 generi con 13 specie e sono diffusi nel Nuovo Mondo; resti fossili scoperti in Europa portano peraltro a ritenere che nel Cenozoico superiore vivessero in questo continente delle specie imparentate ai Procionidi. Simili nell'aspetto a piccoli orsi, ricordano da un lato i Mustelidi e dall'altro gli stessi Ursidi (sebbene le affinità non siano tali da giustificarne la classificazione né tra i primi né tra i secondi), e sono inoltre molto simili tra loro.

## Descrizione
Sono animali con dimensioni abbastanza notevoli (lunghezza del corpo 60,3 - 134 cm, lunghezza della coda compresa tra un valore pari a metà della lunghezza testa-tronco e un valore leggermente superiore alla lunghezza di tale regione, peso 870 g - 22 kg), il capo arrotondato, il muso breve o allungato e ornato talvolta da disegni simili a una maschera, e le orecchie arrotondate, ovali o appuntite. Il mantello, sempre folto, ha una lunghezza variabile e una colorazione molto diversa nelle varie specie; la coda è rivestita di pelo più o meno lungo e folto, e può presentare un disegno ad anelli; a eccezione del cercoletto, non è mai prensile. Lo scheletro della regione dorsale posteriore è bene sviluppato e robusto; gli arti posteriori sono lievemente allungati e sempre pentadattili, e anche le mani, che di solito sono degli ottimi «strumenti di lavoro», hanno cinque dita. Questi Carnivori plantigradi o digitigradi hanno la superficie plantare nuda o rivestita solo parzialmente di pelo e gli artigli notevolmente ridotti, smussati o appuntiti; solo nel bassarisco del Nordamerica sono parzialmente retrattili. I Procionidi sono onnivori, e hanno raggiunto a tale proposito una specializzazione più o meno spinta nel corso della loro filogenesi, il che ha portato a una corrispondente trasformazione della dentatura, strutturata in origine secondo il «modello» tipico dei Carnivori: i bassarischi, che si nutrono in prevalenza di carne, hanno una dentatura simile a quella dei Canidi, con denti ferini bene sviluppati. In ogni caso, la dentatura risulta costituita da 36-42 denti, secondo la formula:

## Biologia
Tutti i componenti di questa famiglia sono degli abili arrampicatori (non fa eccezione neppure il bassarisco del Nordamerica, che vive in territori rocciosi brulli e poveri di vegetazione d'alto fusto) e, a esclusione dei coati, conducono perlopiù vita notturna. Dopo una gestazione compresa tra 60 e 118 giorni, le femmine partoriscono un'unica volta all'anno, da 1 a 7 piccoli; questi vengono allevati solo dalla madre, che non è mai assistita o aiutata dal maschio.

## Classificazione
- Bassaricyon
  - Olingo orientale - Bassaricyon alleni O. Thomas, 1880
  - Olingo settentrionale - Bassaricyon gabbii J. A. Allen, 1876
  - Olingo occidentale - Bassaricyon medius O. Thomas, 1909
  - Olinguito - Bassaricyon neblina K. M. Helgen, C. M. Pinto, Kays, L. E. Helgen, Tsuchiya, Quinn, D. E. Wilson, & Maldonado, 2013
- Bassariscus
  - Bassarisco del Nordamerica - Bassariscus astutus (H. Lichtenstein, 1830)
  - Bassarisco del Centroamerica - Bassariscus sumichrasti (Saussure, 1860)
- Nasua
  - Coati dal naso bianco - Nasua narica (Linnaeus, 1766)
  - Coati rosso - Nasua nasua (Linnaeus, 1766)
  - Coati di montagna - Nasua olivacea (J. E. Gray, 1865)
- Potos
  - Cercoletto - Potos flavus (von Schreber, 1774)
- Procyon
  - Procione cancrivoro - Procyon cancrivorus (G. Cuvier, 1798)
  - Procione comune - Procyon lotor (Linnaeus, 1758)
  - Procione pigmeo - Procyon pygmaeus Merriam, 1901